# ホセ・ラウル・カパブランカ
ホセ・ラウル・カパブランカ（José Raúl Capablanca、1888年11月19日 - 1942年3月8日）はキューバの外交官・チェスプレーヤーで、元チェスの世界チャンピオンである。

## 生涯
ハバナ出身。4歳のときに父親が友人とチェスをしているのを見てチェスの指し方を覚えた。ルールを覚えてから3日後に父親とチェスをして勝った。13歳でキューバチャンピオンとなった。
恵まれた家庭に育ち、18歳で米コロンビア大学に留学。化学を専攻したが、チェスに没頭し過ぎて中退した。
1909年当時アメリカ最強のチェスプレーヤーのフランク・マーシャルに勝ち一躍有名となった。キューバ政府から外交官に任命されたが、任地でもチェスばかりしていた。
1914年当時の世界チャンピオン・エマーヌエール・ラスカーに挑戦状を送ったが、第一次世界大戦が起こったのと、ラスカーに対戦を拒否されたのが原因で世界選手権戦が行われたのは挑戦状を送ってから7年後の1921年のことであった。この世界選手権戦は24番勝負だったが、14局を戦っただけでラスカーが中途放棄し、4勝10分け0敗でカパブランカが世界チャンピオンとなった。
1927年挑戦者のアレクサンドル・アレヒンに敗れチャンピオンの座を失ったが、その後も国際大会で活躍した。1942年にニューヨークで死去、53歳没。

## エピソード

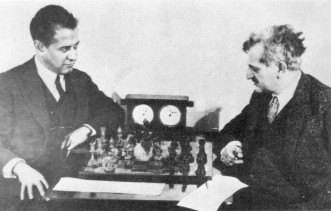
Capablanca vs Lasker 1925

- カパブランカからタイトルを奪われたラスカーは、「チェスの強い人はたくさん知っているが、チェスの天才は彼ひとりだけ」と彼を評した。
- カパブランカからタイトルを奪ったアレヒンは、カパブランカとは犬猿の仲で有名だった。しかしカパブランカが死去したとき、「二度と現れない偉大なプレーヤーを失った」と宿敵の死を悼んだ。
- チェスの研究をしないことで知られていた。
- ミスが少なく、「チェス機械」と呼ばれた。
- 優勢になった時、盤上の駒を強制に交換させる軍縮の強要を得意としている。
- 彼を形容するために残された言葉は多い。「チェスは彼の母国語であった」「キューバは砂糖を失っても、カパブランカを失ってはならない」など。